# Heinrich Reintjes
Heinrich Reintjes (geboren am 10. Januar 1889 in Friemersheim; gestorben am 17. Oktober 1966 in Moers) war 1945/1946 Landrat und von 1946 bis 1954 Oberkreisdirektor des Kreises Moers.

## Leben
Der gelernte Dreher und Schlosser Heinrich Reintjes arbeitete seit 1914 auf der Friedrich-Alfred-Hütte in Rheinhausen, bevor er zum Kriegsdienst im Ersten Weltkrieg eingezogen wurde. Von 1917 bis 1923 versah er im Weiteren die Funktion des Sekretärs in der Christlichen Gewerkschaft und übernahm schließlich von 1918 bis 1923 als Gemeindeverordneter in Friemersheim die erste politische Funktion. Mit der Zusammenlegung von Friemersheim und Hochemmerich zur neuen Gemeinde Rheinhausen im Jahr 1923 kamen neue Aufgaben auf Reintjes zu. So versah er bereits ab 1921 das Amt eines Beigeordneten und schließlich ab dem 1. April 1924 eines besoldeten Beigeordneten. Von 1921 bis 1926 gehörte er ferner dem Kreistag an.
Nach der Machtergreifung durch die Nationalsozialisten fristete Reintjes seinen Ämtern enthoben von 1934 bis 1945 ein Dasein als Handelsvertreter, bevor er mit Ende der Kriegshandlungen wieder als Beigeordneter der nunmehrigen Stadt Rheinhausen wirkte.
Nach Ende des Zweiten Weltkriegs wurde Reintjes am 10. September 1945 von der britischen Militärbehörde als Landrat des Landkreises Moers eingesetzt. Er bekleidete dieses Amt bis zum 27. Januar 1946 und übernahm nach der Aufgabenneugliederung ab dem 28. Januar 1946 die neugeschaffene Funktion als Oberkreisdirektor. Als solcher stand er von 1948 bis 1953 dem Wirtschafts- und Verkehrsausschuss des Landkreistages Nordrhein-Westfalen vor. Mit dem Ausscheiden aus seinem Amt am 30. März 1954 wurde Reintjes am 31. März 1954 das Bundesverdienstkreuz verliehen.